# Dalton (Missouri)
Pour les articles homonymes, voir Dalton.
Dalton est un village du comté de Chariton, dans le Missouri, aux États-Unis,. Situé au sud du comté, il est incorporé en 1872.

## Démographie
Lors du recensement de 2010, le village comptait une population de 17 habitants. Elle est estimée, en 2016, à 16 habitants.

## Source de la traduction
- (en) Cet article est partiellement ou en totalité issu de l’article de Wikipédia en anglais intitulé « Dalton, Missouri » (voir la liste des auteurs).